# Anton Erberg
Anton Erberg (tudi Anton Erber), slovenski jezuit, teolog, filozof in pravnik, * 21. oktober 1695, grad Dol pri Ljubljani, † 3. oktober 1746, Ljubljana.
Leta 1713 je vstopil med jezuite. Teologijo je končal 1724 v Gradcu. Bil je 4 leta profesor na ljubljanskem jezuitskem kolegiju, kasneje je bil profesor filozofije, prava in teologije na Univerzi na Dunaju (1729-1735) in v Gradcu (1736-1744); na slednji je bil tudi veliki kancler univerze. Leta 1744 je postal rektor Jezuitskega kolegija v Ljubljani, to delo je opravljal med 8. decembrom 1744 in 3. oktobrom 1746. Kot filozof je prevzel sholastično misel španskega filozofa Francisca Suáreza in združeval nekatere teze nominalistično usmerjenega skotizma s  tomizmom. Blizu mu je bilo obravnavanje obstoja univerzalij, polemiziral in zavračal pa je racionalistično filozofijo Renéa Descartesa, posebno njegov metodični dvom in teorijo resnice. Ukvarjal se je tudi z nekaterimi problemi fizike (teorija teles, vprašanje končne in neskončne deljivosti). Od filozofskih spisov so po njegovi smrti izšla 1750 na Dunaju dva v latinščini napisana spisa Institutiones dialecticae in Cursus philosophicus.